# Pape Diakhaté
Pape Malickou Diakhaté (* 21. června 1984) je bývalý senegalský profesionální fotbalista, který hrál na pozici středního obránce.

## Klubová kariéra
Diakhaté se narodil v Dakaru v Senegalu. Poté, co prošel mládežnickými týmy Nancy, debutoval v Ligue 2 dne 20. října 2001, kdy odehrál první polovinu vítězného zápasu 2:0 nad LB Châteauroux. V následující sezóně odehrál 25 ligových zápasů a pravidelně nastupoval za klub, ačkoli jeho sezóna 2003/04 byla vážně narušena zraněním.
Dne 18. července 2007 bylo oznámeno, že Diakhaté podepsal smlouvu s ukrajinským klubem Dynamo Kyjev za částku 4 miliony eur. Za Dynamo debutoval 1. srpna 2007 v ligovém utkání proti FK Černomorec Oděsa. Rychle se prosadil v prvním týmu a příležitostně byl i kapitánem klubu. O měsíc později, 1. září, si v zápase proti FK Charkov zlomil klíční kost, ale jakmile se uzdravil, vrátil se do týmu. Dne 16. prosince 2009 opustil Dynamo Kyjev a vrátil se do Francie na půlroční hostování v AS Saint-Étienne. Následující sezónu byl zapůjčen do Lyonu.
Dne 26. srpna 2011 Diakhaté podepsal čtyřletou smlouvu se španělským klubem Granada CF za rekordní přestupový poplatek ve výši 4,5 milionu eur.
V lednu 2016 se připojil k bývalému klubu AS Nancy a podepsal smlouvu do konce sezóny. Po několika vystoupeních kvůli problémům se zády klub po skončení smlouvy opustil.
V srpnu 2017, po roce bez klubu, Diakhaté podepsal smlouvu s pětiligovým týmem FC Lunéville. Za klub odehrál čtyři zápasy, než se znovu zranil. V říjnu souhlasil s ukončením smlouvy.

## Reprezentační kariéra
V roce 2004 byl Diakhaté poprvé povolán do národního týmu Senegalu. Po postupu Nancy do Ligue 1 v roce 2005 byl Diakhaté také součástí senegalského týmu, který skončil čtvrtý na Africkém poháru národů 2006.

## Statistiky
| Klub                      | Sezóna            | Liga                   | Liga   | Liga | Národní pohár | Národní pohár | Kontinentální | Kontinentální | Celkově | Celkově |
| Klub                      | Sezóna            | Soutěž                 | Zápasy | Góly | Zápasy        | Góly          | Zápasy        | Góly          | Zápasy  | Góly    |
| ------------------------- | ----------------- | ---------------------- | ------ | ---- | ------------- | ------------- | ------------- | ------------- | ------- | ------- |
| Nancy                     | 2001/02           | Ligue 2                | 4      | 0    | 0             | 0             | 0             | 0             | 4       | 0       |
| Nancy                     | 2002/03           | Ligue 2                | 25     | 0    | 2             | 0             | 0             | 0             | 27      | 0       |
| Nancy                     | 2003/04           | Ligue 2                | 17     | 0    | 1             | 0             | 0             | 0             | 18      | 0       |
| Nancy                     | 2004/05           | Ligue 2                | 29     | 1    | 1             | 0             | 0             | 0             | 30      | 1       |
| Nancy                     | 2005/06           | Ligue 1                | 33     | 2    | 3             | 0             | 0             | 0             | 36      | 2       |
| Nancy                     | 2006/07           | Ligue 1                | 33     | 0    | 3             | 0             | 0             | 0             | 36      | 0       |
| Nancy                     | Celkově           | Celkově                | 141    | 3    | 10            | 0             | 0             | 0             | 151     | 3       |
| Dynamo Kyjev              | 2007/08           | Premjer-liha           | 16     | 0    | 1             | 0             | 4             | 0             | 21      | 0       |
| Dynamo Kyjev              | 2008/09           | Premjer-liha           | 13     | 1    | 0             | 0             | 10            | 0             | 23      | 1       |
| Dynamo Kyjev              | 2009/10           | Premjer-liha           | 2      | 0    | 0             | 0             | 0             | 0             | 2       | 0       |
| Dynamo Kyjev              | 2011/12           | Premjer-liha           | 6      | 0    | 0             | 0             | 2             | 0             | 8       | 0       |
| Dynamo Kyjev              | Celkově           | Celkově                | 37     | 1    | 1             | 0             | 16            | 0             | 54      | 1       |
| Saint-Étienne (hostování) | 2009/10           | Ligue 1                | 18     | 1    | 5             | 0             | 0             | 0             | 23      | 1       |
| Lyon (hostování)          | 2010/11           | Ligue 1                | 24     | 1    | 2             | 1             | 6             | 0             | 32      | 2       |
| Granada                   | 2011/12           | La Liga                | 11     | 0    | 1             | 0             | 0             | 0             | 12      | 0       |
| Granada                   | 2012/13           | La Liga                | 18     | 0    | 1             | 0             | 0             | 0             | 19      | 0       |
| Granada                   | 2013/14           | La Liga                | 14     | 0    | 1             | 0             | 0             | 0             | 15      | 0       |
| Granada                   | Celkově           | Celkově                | 43     | 1    | 3             | 0             | 0             | 0             | 46      | 1       |
| Erciyesspor (hostování)   | 2013/14           | Süper Lig              | 13     | 0    | 0             | 0             | 0             | 0             | 13      | 0       |
| Erciyesspor (hostování)   | 2014/15           | Süper Lig              | 7      | 0    | 0             | 0             | 0             | 0             | 7       | 0       |
| Erciyesspor (hostování)   | Celkově           | Celkově                | 20     | 0    | 0             | 0             | 0             | 0             | 20      | 0       |
| Nancy                     | 2015/16           | Ligue 2                | 5      | 0    | 0             | 0             | 0             | 0             | 5       | 0       |
| Lunéville                 | 2017/18           | Championnat National 3 | 4      | 0    | 0             | 0             | 0             | 0             | 5       | 0       |
| Celkově v kariéře         | Celkově v kariéře | Celkově v kariéře      | 293    | 7    | 21            | 1             | 22            | 0             | 328     | 8       |

## Úspěchy
Nancy
- Coupe de la Ligue: 2005/06